# Marcel Witeczek
Marcel Witeczek (né le 18 octobre 1968 à Katowice, Pologne) est un footballeur allemand des années 1990.

## Biographie
En tant que milieu de terrain, Marcel Witeczek fut international des moins de 16 ans allemand et des moins de 20 ans. Avec le premier, il fut finaliste de la Coupe du monde de football des moins de 16 ans 1985, terminant au passage meilleur buteur du tournoi avec huit buts. Avec le second, il fut finaliste de la Coupe du monde de football des moins de 20 ans 1987, terminant encore une fois meilleur buteur du tournoi avec sept buts. Pourtant cela ne lui ouvrit pas les portes de la sélection de la Nationalmannschaft.
Il joua dans différents clubs allemands (Bayer Uerdingen, FC Kaiserslautern, Bayern Munich, Borussia Mönchengladbach, SG Wattenscheid 09 et FC Albstadt), remportant deux championnats allemands, et une coupe de l'UEFA en 1996.
Il eut une brève expérience d'entraîneur avec le SG Wattenscheid 09 en 2004.

## Clubs
En tant que joueur
- 1986-1991 :  Bayer Uerdingen
- 1991-1993 :  FC Kaiserslautern
- 1993-1997 :  Bayern Munich
- 1997-2003 :  Borussia Mönchengladbach
- 2003-2005 :  SG Wattenscheid 09
- 2006-2007 :  FC Albstadt

En tant qu'entraîneur
- 2004 :  SG Wattenscheid 09

## Palmarès
- Coupe Intertoto
  - Vainqueur en 1988, en 1990 et en 1991
- Coupe UEFA
  - Vainqueur en 1996
- Championnat d'Allemagne de football
  - Champion en 1994 et en 1997
- Oberliga Westfalen (Championnat d'Allemagne de football D4)
  - Vainqueur en 2005
- Coupe du monde de football des moins de 17 ans
  - Finaliste en 1985
- Coupe du monde de football des moins de 20 ans
  - Finaliste en 1987
- Meilleur buteur de la Coupe du monde de football des moins de 17 ans 
  - Récompensé en 1985
- Meilleur buteur de la Coupe du monde de football des moins de 20 ans 
  - Récompensé en 1987